# Parc des expositions de Reims
Le parc des expositions de Reims est un complexe destiné aux expositions, foires et manifestations événementielles situé à Reims.

## Situation
Le parc des expositions est situé en périphérie de Reims, au cœur du pôle d’activité Farman et à proximité immédiate du parc de Champagne.

## Histoire
Pendant une cinquantaine d'années, la foire de Reims se déroulera au Parc de la Patte d'oie. Mais elle se trouve à l'étroit et sa fréquentation baisse vers la fin des années 70 en raison des difficultés pour circuler et pour stationner. Dès le début des années 80, la mairie étudie différents scénarios. Finalement, un projet est retenu en 1985 pour un nouveau site aux Essilards.
Le 26 mai 1986, la 53e foire de Reims ferme ses portes au parc de la Patte d’Oie. 
Le 15 mai 1987, le ministre Edouard Balladur inaugure le nouveau parc des expositions de Reims à l’occasion de l’ouverture de la 54e foire de Reims.
Le 1er octobre 2018, Eiffage Concessions a signé avec la Ville de Reims un partenariat de plus de 25 ans pour financer, concevoir, construire, exploiter et entretenir trois sites: la future Aréna, le parc des expositions et le Centre des congrès de Reims.
Les travaux du nouveau parc des expositions ont débuté en septembre 2019 et le nouveau hall est opérationnel depuis octobre 2020.

## Description

### Le nouveau Parc des Expositions de Reims
Il est constitué de 2 halls. Un  nouveau hall de 6 804 m2, d’un seul tenant et divisible en deux, complété par l’ancien hall 1 de 4 320 m2 rénové.
Il comporte un parvis extérieurs d'exposition de 7 300 m2 et un parkings visiteurs extérieurs jusqu’à 2 000 places.
Le coût de la réhabilitation du Parc des Expositions est estimé à plus de 20 millions d’euros.
C’est l’architecte rémois Christophe Ballan qui a été retenu pour le nouveau Parc des Expositions.

### L’ancien Parc des Expositions de Reims
Il a été inauguré par le ministre d'État, ministre de l'Économie, des Finances et de la Privatisation, Edouard Balladur le 15 mai 1987 à l’occasion de l’ouverture de la 54e foire de Reims.
Il était constitué de trois halls couverts, reliés entre eux, totalisant 11 000 m2 : hall 1 Jean Mermoz ; hall 2 Maryse Basthié et le hall 3 Henri Guillaumet. Le hall 1  pouvait accueillir jusqu’à 5 000 personnes.
Une esplanade de 15 700 m2 permettait l’installation de structures provisoires.
Il a couté 77 millions de Francs de l’époque.
Il était l’œuvre des architectes Roubert Dumont Bléhaut.
À l’origine, le Parc des expositions de Reims était également un lieu pour des spectacles mais il a cessé cette activité avec la création du Millésium d'Epernay et du Capitole de Châlons en Champagne.

## Évènements principaux
- Foire exposition de Reims ;
- Salon du chocolat ;
- Rallye Monte-Carlo Historique au départ de Reims.

Et de nombreuses autres manifestations...